# Obliquus (Kasus)
Als Obliquus [oˈbliːkvʊs] (eigentlich lat.: casus oblīquus „schiefer Kasus“, „schiefer Fall“, Plural: casūs oblīquī) wird in der griechischen Grammatiktradition der Stoa jeder Kasus bezeichnet, der üblicherweise nicht in der Subjekt-Position eines Satzes auftritt (griechisch: πτώσεις πλάγιαι). Oblique Kasus [oˈbliːkvə ˈkaːzuːs] sind gemäß dieser Denktradition im Deutschen demnach der Genitiv, Dativ und Akkusativ. 
Das komplementäre Gegenstück des Obliquus ist der Rektus (oder casus rectus).
In den romanischen Sprachen setzen die heutigen Substantivformen, welche keine Kasus kennen, die auf den lateinischen Akkusativ zurückgehenden Obliquus-Formen fort. Ein Beispiel aus der französischen Sprachgeschichte: mūrus (lat. Nominativ Einzahl „Mauer“) > murs (altfranzösisch Rektus Einzahl), mūrum (lat. Akkusativ Einzahl) > mur (altfranzösisch Obliquus Einzahl). Diese sogenannte Zweikasusflexion, die sich nur im Altfranzösischen und Altokzitanischen erhalten hatte, brach in der Folge zusammen. Erhalten blieb nur die Obliquus-Form mur.  Auf dieser Form beruht die neufranzösische Form (le) mur, verwendet  für den Subjekts- und Objektsfall.
Einige Sprachen kennen als Fälle nur Rektus und Obliquus (Zweikasusflexion), so das Kurdische, das Paschto und das Hindi, aber zum Beispiel auch die meisten Dialekte des Niederdeutschen. Im Hindi werden aus dem Obliquus weitere Fälle mit Hilfe von Postpositionen gebildet. Es gibt bzw. gab weitere Sprachen, in denen einer von mehreren Fällen als Obliquus bezeichnet wird, zum Beispiel Akkadisch, Cebuano und Romani.

## Obliquer Kasus in der Generativen Grammatik
In der Kasustheorie der generativen Grammatik wird hingegen eine davon abweichende Unterscheidung getroffen:
- Strukturelle Kasus werden anhand der grammatischen Funktion zugewiesen. Z. B. im Deutschen:
  - Nominativ (Zuweisung an das Subjekt)
  - Akkusativ (Zuweisung an das direkte Objekt von transitiven Verben)

- Oblique (oder inhärente) Kasus werden nicht anhand der grammatischen Funktion zugewiesen, sondern entweder 
  - aufgrund von lexikalischen Eigenheiten, also Besonderheiten des Wortes, z. B. weist folgen immer den Dativ zu und verfolgen immer den Akkusativ, oder
  - anhand semantischer Rollen, beispielsweise in Sprachen mit einem Instrumental-Fall, der alle Satzteile kennzeichnet, welche die Rolle „Instrument“ haben.